# Lloyd Gaston
Pour les articles homonymes, voir Gaston.
Lloyd Henry Gaston (2 décembre 1929 – 24 septembre 2006) est un théologien américain, bibliste, professeur associé et professeur émérite de Nouveau Testament à la Vancouver School of Theology. Il a également été président de la Société canadienne d'études bibliques et pasteur de la First Presbyterian Church (Edmonton).

## Biographie

### Enseignement
De 1973 à 1978, il a été professeur invité du Nouveau Testament au Séminaire théologique unifié des villes jumelées et de 1973 à 1978, le Dr Gaston a été professeur associé du Nouveau Testament. De 1978 à sa retraite en 1996, L. Gaston a été professeur de Nouveau Testament à la Vancouver School of Theology,,.

## Œuvres
- Lloyd Gaston, No stone on another; studies in the significance of the fall of Jerusalem in the synoptic gospels, vol. 23, Leyde: Brill, coll. « Supplements to Novum Testamentum », 1970 (OCLC 100648)
- Lloyd Gaston, No stone on another, E.J. Brill, 1970 (OCLC 1056570407)
- Lloyd Gaston, Horae synopticae electronicae; word statistics of the Synoptic Gospels, vol. 3, Missoula, Mont., Society of Biblical Literature, coll. « Sources for biblical study », 1973 (ISBN 9780884140238, OCLC 947637)
- Lloyd Gaston et James M Lindenberger, Marriage and the Biblical style, Vancouver School of Theology, 1975 (OCLC 42965615)
- Lloyd Gaston, Readings in New Testament Greek, Vancouver, B.C.: Vancouver School of Theology, 1977 (OCLC 43469065)
- Lloyd Gaston, Legicide and the problem of Christian Old Testament, then and today, 1984 (OCLC 16841954)
- Lloyd Gaston, Paul and the Torah, Vancouver: University of British Columbia Press, 1987 (ISBN 9780774803755, OCLC 16713018)
- Lloyd Gaston, Paul and the law: the apostle to the gentiles and the torah of Israel, 1987 (OCLC 233686330)
- Lloyd Gaston, Paul and the Torah: the apostle to the gentiles and the Torah of Israel, Vancouver, BC: Crane Library, 1990 (OCLC 1033214301)
- Lloyd Gaston, Jesus and Paul after Auschwitz: [a lecture], vol. 5, Vancouver: Vancouver School of Theology, coll. « Occasional paper (Vancouver School of Theology) », 2 mai 1995 (ISBN 9781895018080, OCLC 233996484)
- Lloyd Gaston, Jesus and Paul after Auschwitz: a lecture, vol. 5, Vancouver School of Theology, coll. « Occasional paper (Vancouver School of Theology) », 1996 (ISBN 9781895018080, OCLC 35969916)
- Lloyd Gaston, Jesus and Paul after Auschwitz, Vancouver School of Theology, coll. « Occasional paper (Vancouver School of Theology) », 1996 (ISBN 9781895018080, OCLC 1016245914)
- Lloyd Gaston, Sermons (OCLC 926203587)
- Lloyd Gaston, Writings and speech in Israelite and ancient near eastern prophecy, vol. 10, Missoula, Mont, Society of Biblical Literature, coll. « SBL symposium collection », 2000 (ISBN 9780884140238, OCLC 1027564555)